# Europaspiele 2023/Taekwondo
Bei den Europaspielen 2023 wurden 16 Wettbewerbe im Taekwondo ausgetragen, davon je acht bei den Männern und bei den Frauen.

## Bilanz

### Medaillenspiegel
| Platz  | Land                    | Gold | Silber | Bronze | Gesamt |
| ------ | ----------------------- | ---- | ------ | ------ | ------ |
| 1      | Spanien                 | 4    | 2      | 3      | 9      |
| 2      | Kroatien                | 3    | 1      | 3      | 7      |
| 3      | Türkei                  | 2    | 1      | 3      | 6      |
| 4      | Großbritannien          | 2    | 1      | 2      | 5      |
| 5      | Italien                 | 1    | 1      | 2      | 4      |
| 6      | Serbien                 | 1    | 1      | 1      | 3      |
| 7      | Dänemark                | 1    | —      | 1      | 2      |
| 8      | Belgien                 | 1    | —      | —      | 1      |
| 8      | Georgien                | 1    | —      | —      | 1      |
| 10     | Ungarn                  | —    | 1      | 2      | 3      |
| 11     | Aserbaidschan           | —    | 1      | 1      | 2      |
| 11     | Tschechien              | —    | 1      | 1      | 2      |
| 13     | Bosnien und Herzegowina | —    | 1      | —      | 1      |
| 13     | Irland                  | —    | 1      | —      | 1      |
| 13     | Nordmazedonien          | —    | 1      | —      | 1      |
| 13     | Norwegen                | —    | 1      | —      | 1      |
| 13     | Polen                   | —    | 1      | —      | 1      |
| 13     | Slowenien               | —    | 1      | —      | 1      |
| 19     | Frankreich              | —    | —      | 5      | 5      |
| 20     | Griechenland            | —    | —      | 3      | 3      |
| 21     | Deutschland             | —    | —      | 2      | 2      |
| 22     | Bulgarien               | —    | —      | 1      | 1      |
| 22     | Lettland                | —    | —      | 1      | 1      |
| 22     | Zypern                  | —    | —      | 1      | 1      |
| Gesamt | Gesamt                  | 16   | 16     | 32     | 64     |

### Medaillengewinner
Männer
| Disziplin                  | Gold                       | Silber                  | Bronze                                              |
| -------------------------- | -------------------------- | ----------------------- | --------------------------------------------------- |
| Nadelgewicht (bis 54 kg)   | Hugo Arillo (ESP)          | Sayyad Dadashov (AZE)   | Andrea Conti (ITA) Konstantinos Dimitropoulos (GRE) |
| Fliegengewicht (bis 58 kg) | Adrián Vicente (ESP)       | Jack Woolley (IRL)      | Cyrian Ravet (FRA) Gashim Magomedov (AZE)           |
| Bantamgewicht (bis 63 kg)  | Dennis Baretta (ITA)       | Lovre Brečić (CRO)      | Souleyman Alaphilippe (FRA) Joan Jorquera (ESP)     |
| Federgewicht (bis 68 kg)   | Javier Pérez (ESP)         | Bradly Sinden (GBR)     | Otto Jørgensen (DEN) Konstantinos Jamalidis (GRE)   |
| Leichtgewicht (bis 74 kg)  | Surab Kinzuraschwili (GEO) | Nedžad Husić (BIH)      | Stefan Takov (SRB) Daniel Quesada (ESP)             |
| Weltergewicht (bis 80 kg)  | Edi Hrnic (DEN)            | Richard Ordemann (NOR)  | Apostolos Telikostoglou (GRE) Hüseyin Kartal (TUR)  |
| Mittelgewicht (bis 87 kg)  | Ivan Šapina (CRO)          | Patrik Divkovič (SLO)   | Kelen Bailey (HUN) Raúl Martínez (ESP)              |
| Schwergewicht (über 87 kg) | Caden Cunningham (GBR)     | Dejan Georgievski (MKD) | Paško Božić (CRO) Emre Ateşli (TUR)                 |

Frauen
| Disziplin                  | Gold                     | Silber                     | Bronze                                           |
| -------------------------- | ------------------------ | -------------------------- | ------------------------------------------------ |
| Nadelgewicht (bis 46 kg)   | Lena Stojković (CRO)     | Sofia Zampetti (ITA)       | Sueheda Nur Celik (GER) Kyriaki Kouttouki (CYP)  |
| Fliegengewicht (bis 49 kg) | Adriana Cerezo (ESP)     | Merve Dinçel (TUR)         | Supharada Kisskalt (GER) Maddison Moore (GBR)    |
| Bantamgewicht (bis 53 kg)  | Ivana Duvančić (CRO)     | Alma Pérez Parrado (ESP)   | Luca Patakfalvy (HUN) Dominika Hronová (CZE)     |
| Federgewicht (bis 57 kg)   | Jade Jones (GBR)         | Luana Márton (HUN)         | Kristina Tomić (CRO) Hatice Kübra İlgün (TUR)    |
| Leichtgewicht (bis 62 kg)  | Sarah Chaâri (BEL)       | Petra Štolbová (CZE)       | Jolanta Tarvida (LAT) Aaliyah Powell (GBR)       |
| Weltergewicht (bis 67 kg)  | Aleksandra Perišić (SRB) | Cecilia Castro (ESP)       | Natalia D’Angelo (ITA) Magda Wiet-Hénin (FRA)    |
| Mittelgewicht (bis 73 kg)  | Sude Uzunçavdar (TUR)    | Nadica Božanić (SRB)       | Nika Klepac (CRO) Althéa Laurin (FRA)            |
| Schwergewicht (über 73 kg) | Nafia Kuş (TUR)          | Aleksandra Kowalczuk (POL) | Kalina Bojadschiewa (BUL) Solène Avoulette (FRA) |